# Giacomo Longo
Pour les articles homonymes, voir Longo.
Giacomo Longo (né le 15 février 1833 à Messine, dans l'actuelle province de Messine, en Sicile, alors dans le royaume des Deux-Siciles, et mort dans la même ville en 1906) est un compositeur italien de la fin du XIXe et du début du XXe siècle. 

## Biographie
Sa première œuvre, l’opéra Ezzelino III, est jouée à Messine en 1859.

## Source de traduction
- (it) Cet article est partiellement ou en totalité issu de l’article de Wikipédia en italien intitulé « Giacomo Longo » (voir la liste des auteurs).